# Freaks Association Bremen
Die Freaks Association Bremen, auch bekannt als F.A.B., war eine Rap-Musikgruppe aus Bremen und bestand aus den drei Mitgliedern Flowin Immo, Ferris MC und DJ Pee.

## Bandgeschichte
Die Band wurde 1993 von Immo, Ferris und DJ Pee in Bremen gegründet. Bereits ein Jahr darauf konnte man Fortschritte verbuchen: Neben Auftritten konnten sich F.A.B. mit zwei Stücken am Nordseite-Sampler beteiligen. Man lernte die zu dieser Zeit sehr aktiven Hip-Hop-Musiker Spax, MC Rene und Der Tobi und das Bo kennen und produzierte zusammen mit ihnen. Das Indielabel MZEE nahm die Gruppe unter Vertrag und veröffentlichte die erste Single. 1994/1995 erschien dann das Debütalbum Freaks LP, das bis heute bei den Fans als ein Meilenstein der deutschsprachigen Hip-Hop-Entwicklung gehandelt wird. Die Popularität wuchs auch durch den Beitrag F.A.B.s am Klasse von ’95-Sampler, sowie einem eigenen Musikvideo und Auftritten bei der VIVA-Sendung Freestyle. 1996 blieb es bis auf ein paar Features bei befreundeten Musikern, z. B. Der Tobi und das Bo oder Massive Töne, eher ruhig um die Gruppe. 1997 äußerte das Majorlabel Sony/BMG Interesse an F.A.B., weshalb man mit der Produktion eines neuen Albums begann. Später sehr populäre Interpreten wie die Beginner oder Afrob wurden in diese Arbeit involviert. Durch einen immensen Streit, angeblich bedingt durch Ferris’ erhöhten Drogenkonsum und der fortschreitenden manischen Depression Immos, trennte sich die Gruppe aber noch vor Beendigung des zweiten Albums. Mit der ERiCH Privat EP und einer weiteren Single gelangte aber dennoch etwas Musik an die Außenwelt. Abschließend gingen alle F.A.B.-Mitglieder ihre eigenen Wege.

## Diskografie

### Alben
- 1994/1995: Freaks LP (MZEE)

### Singles
- 1994: Freaks Remixe (Remixe von Sebel & DJ Marius No. 1; MZEE)
- 1995: F.A.B. am Mikrofon/Harmodekiddiejunk (MZEE)
- 1997: Es tut mir leid (Scoop/MCA)

### EPs
- 1997: ERiCH Privat (Scoop/MCA)